# Rose Hill (Caroline du Nord)
Pour les articles homonymes, voir Rose Hill.
Rose Hill est une ville américaine située dans le comté de Duplin dans l’État de Caroline du Nord. En 2010, sa population était de 1 626 habitants.

## Démographie
| 1910 | 1920 | 1930 | 1940 | 1950 | 1960  |
| ---- | ---- | ---- | ---- | ---- | ----- |
| 364  | 516  | 554  | 727  | 896  | 1 292 |

| 1970  | 1980  | 1990  | 2000  | 2010  | - |
| ----- | ----- | ----- | ----- | ----- | - |
| 1 448 | 1 508 | 1 287 | 1 330 | 1 626 | - |

## Traduction
- (en) Cet article est partiellement ou en totalité issu de l’article de Wikipédia en anglais intitulé « Rose Hill, North Carolina » (voir la liste des auteurs).